# Campbellia neilgherrica
Campbellia es un género monotípico de plantas fanerógamas perteneciente a la familia Orobanchaceae, antes incluida en Scrophulariaceae. Su única especie: Campbellia neilgherrica, es originaria de India y Sri Lanka.

## Taxonomía
Campbellia neilgherrica fue descrita por (Gardner) Panigrahi & G.C.Das y publicado en Indian Journal of Forestry 5: 323. 1982.
Sinonimia
- Campbellia aurantiaca Wight
- Campbellia cytinoides (Reut.) Wight
- Legocia aurantiaca Livera[3]